# Walking in My Shoes
«Walking in My Shoes» és el vint-i-vuitè senzill de la banda musical Depeche Mode i segon de l'àlbum Songs of Faith and Devotion. Fou llançada el 26 d'abril de 1993 i reeixí igualar l'èxit obtingut pel primer senzill, «I Feel You».

## Informació
Es tracta d'una cançó composta per Martin Gore que mostra la cruesa sonora de l'àlbum, i ha esdevingut un dels més emblemàtics del disc. És un dels temes més roquers de la banda, ja que la melodia es basa en la guitarra elèctrica. Fou una cançó difícil de tancar, ja que van tenir molta feina per aconseguir el so que volien transmetre, però finalment el resultat fou satisfactori. La lletra és força aspra, ja que es planteja com una metàfora sobre demanar perdó reclamant primer comprensió explicant els errors i la decepció. La cara-B del senzill és «My Joy», un tema de música ambiental amb poca lletra i sobre el verdader sentit de la vida, fou descartada per formar part de l'àlbum per ser massa experimental.
El videoclip fou dirigit per Anton Corbijn i es basà en La Divina Comèdia de Dante Alighieri i fa una estranya analogia sobre l'amor incondicional. Corbijn va dissenyar unes màscares força estranyes en forma de cap d'ocell i amb un bec prominent que van portar els protagonistes del vídeo. Aquestes màscares van esdevenir fonamentals per la promoció de l'àlbum, fins i tot, una d'aquestes van aparèixer a la portada del senzill. Al principi del segon vers hi ha una presa on apareixen els tres membres de la banda junt a una dona nua. Aquesta imatge fou eliminada per poder ser emesa al canal MTV dels Estats Units i fou substituïda per una altra imatge dels tres membres sense la dona. La versió original fou inclosa en els recopilatoris de videoclips The Videos 86>98, Devotional i The Best of Depeche Mode Volume 1.
Des de la publicació va esdevenir un dels temes més emblemàtics de Depeche Mode i ha format part de la llista de cançons fixes en totes les gires de concerts fins a la gira Delta Machine Tour (2013), ja que va començar a rotar amb la seva coetània «In Your Room». La interpretació no varia gaire de la versió de l'àlbum amb molt pocs arranjaments. En les primeres gires, va tenir un caire més electrònic degut a la influència d'Alan Wilder, qui preparava els concerts en aquella època. Quan aquest se'n va anar, la cançó va adquirir un toc més rock i agressiu, en amplificar el so de la guitarra i la bateria acústica. També és una de les cançons que ha tingut més projeccions en els concerts.
La cançó fou versionada per la banda canadenca de grunge Finger Eleven.

## Llista de cançons
12": Mute/12Bong22 (Regne Unit)
1. "Walking In My Shoes" (Grungy Gonads Mix) − 6:24
2. "Walking In My Shoes" − 4:59
3. "My Joy" − 3:57
4. "My Joy" (Slow Slide Mix) − 5:11

12"/CD: Mute/L12Bong22 i Mute/LCDBong22 (Regne Unit)
1. "Walking In My Shoes" (Extended Twelve Inch Mix) − 6:54
2. "Walking In My Shoes" (Random Carpet Mix) − 6:35
3. "Walking In My Shoes" (Anandamidic Mix) − 6:11
4. "Walking In My Shoes" (Ambient Whale Mix) − 4:54

12"/Casset: Sire/Reprise 40852-0 i Sire/Reprise 40852-4 (Estats Units)
1. "Walking In My Shoes" (Extended Twelve Inch Mix) − 6:54
2. "Walking In My Shoes" (Random Carpet Mix) − 6:35
3. "Walking In My Shoes" (Grungy Gonads Mix) − 6:24
4. "Walking In My Shoes" (Anandamidic Mix) − 6:11
5. "Walking In My Shoes" (Ambient Whale Mix) − 4:54
6. "My Joy" (Slow Slide Mix) − 5:11

Casset/7"/CD: Mute/CBong22 (Regne Unit), Sire/Reprise 18506-4, Sire/Reprise 18506-7 i Sire/Reprise 18506-2 (Estats Units)
1. "Walking In My Shoes" − 4:59
2. "My Joy" − 3:57

CD: Mute/CDBong22 (Regne Unit)
1. "Walking In My Shoes" − 4:59
2. "Walking In My Shoes" (Grungy Gonads Mix) − 6:24
3. "My Joy" − 3:57
4. "My Joy" (Slow Slide Mix) − 5:11

CD: Mute/CDBong22X (Regne Unit, 2004) i Reprise CDBONG22/R2-78893D (Estats Units, 2004)
1. "Walking In My Shoes" − 4:59
2. "My Joy" − 3:57
3. "Walking In My Shoes" (Grungy Gonads Mix) − 6:24
4. "My Joy" (Slow Slide Mix) − 5:11
5. "Walking In My Shoes" (Extended Twelve Inch Mix) − 6:54
6. "Walking In My Shoes" (Random Carpet Mix) − 6:35
7. "Walking In My Shoes" (Anandamidic Mix) − 6:11
8. "Walking In My Shoes" (Ambient Whale Mix) − 4:54

CD: Sire/Reprise 40852-2 (Estats Units)
1. "Walking In My Shoes" − 4:59
2. "Walking In My Shoes" (Grungy Gonads Mix) − 6:24
3. "Walking In My Shoes" (Random Carpet Mix) − 6:35
4. "My Joy" (Slow Slide Mix) − 5:11
5. "Walking In My Shoes" (Extended Twelve Inch Mix) − 6:54
6. "Walking In My Shoes" (Anandamidic Mix) − 6:11
7. "My Joy" − 3:57
8. "Walking In My Shoes" (Ambient Whale Mix) − 4:54

- La versió Grungy Gonads Mix de «Walking in My Shoes» fou remesclada per Jonny Dollar amb Portishead.
- La versió Extended Twelve Inch Mix de «Walking in My Shoes» fou remesclada per Mark Stent.
- La versió Random Carpet Mix Edit de «Walking in My Shoes» fou remesclada per William Orbit.
- La versió Anandamidic Mix de «Walking in My Shoes» fou remesclada per Spirit Feel.
- La versió Ambient Whale Mix de «Walking in My Shoes» fou remesclada per Mark Stent.